# Back on the Streets
Back on the streets är ett studioalbum av den brittiske (nordirländske) blues- och rockartisten Gary Moore, släppt år 1978.

## Låtlista
1. Back on the Streets - 4.19
2. Don't Believe a Word - 3.34
3. Fanatical Fascists - 2.44
4. Flight of the Snow Moose - 6.59
5. Hurricane - 4.50
6. Song for Donna - 5.22
7. What Would You Rather Bee or a Wasp - 4.48
8. Parisienne Walkways - 3.08